# Lapleau
Lapleau település Franciaországban, Corrèze megyében. Lakosainak száma 386 fő (2022. január 1.). Lapleau Lamazière-Basse, Laval-sur-Luzège, Saint-Hilaire-Foissac, Saint-Pantaléon-de-Lapleau és Soursac községekkel határos.

## Népesség
A település népességének változása:
| Lakosok száma | 586  | 516  | 514  | 423  | 397  | 396  | 381  | 373  | 373  | 386  |
|               | 1968 | 1982 | 1990 | 2006 | 2013 | 2015 | 2017 | 2019 | 2020 | 2022 |